# Готард, Майкл
Майкл А́лан Го́тард (англ. Michael Alan Gothard, род. 24 июня 1939, Лондон, Англия — 2 декабря 1992, Хэмпстед, Лондон) — английский актёр.

## Биография
Майкл Готард родился в Лондоне в 1939 году. По окончании школы он путешествовал по Европе, имея смутное представление о том, чем бы он хотел заняться в жизни. Год он прожил в Париже на Бульваре Сен-Мишель в Латинском квартале, перепробовав себя на различных должностях, в том числе строительного рабочего. Краткий период он даже проработал в качестве модели, поскольку был высок ростом, но не чувствовал себя комфортно в этой профессии. По возвращении в Англию в возрасте 21 года он решил стать актёром.

## Карьера
Одну из своих самых известных ролей Майкл Готард исполнил в фильме ужасов Кена Рассела Дьяволы (1971), в котором он сыграл экзорциста и фанатичного охотника на ведьм. В фильмах Три мушкетёра: Подвески королевы (1973) и Четыре мушкетёра: Месть миледи (1974) он сыграл роль реального убийцы Джона Фельтона. Готард также играл во многих исторических фильмах и сериалах, таких как Arthur of the Britons (1972), где за ним была закреплена роль Кайя. Из других работ в телесериалах можно отметить роль Мордаунта — сына миледи в сериале BBC «The Further Adventures of the Musketeers» 1967 года. Майкл Готард известен также по роли убийцы в очках Эмиля Леопольда Лока в фильме Джеймса Бонда Только для ваших глаз (1981). В числе его поздних актёрских работ были второстепенные роли в историческом телевизионном фильме Айвенго (1982) и научно-фантастическом фильме ужасов Жизненная сила (1985).

## Смерть
На момент смерти Готард жил в Хэмпстеде. Никогда не был женат. В поздний период своей жизни он несколько раз страдал депрессией и покончил жизнь самоубийством, повесившись в своем доме в 1992 году в возрасте 53-х лет.

## Избранная фильмография
- Герострат (1967) — Макс
- Up the Junction (1968) — Терри
- Кричать и кричать снова (1970) — Кит
- Последняя долина (1971) — Хансен
- Дьяволы (1971) — Отец Барре
- Долина (1972) — Оливье
- Arthur of the Britons (1972—73) — Кай
- Три мушкетёра: Подвески королевы (1973) — Фелтон
- Четыре мушкетёра: Месть миледи (1974) — Фелтон
- Король Артур, юный полководец (1975) — Кай
- Вожди Атлантиды (1978) — Атмир
- Только для ваших глаз (1981) — Эмиль Леопольд Лок
- Айвенго (1982) — Ательстан
- Жизненная сила (1985) — Др. Буковский
- Джек-потрошитель (1988) — Джордж Ласк
- Христофор Колумб: Завоевание Америки (1992) — Шпион инквизитора
- Франкенштейн (1992) — Боцман